# Heinrich Daniel Ruhmkorff
Heinrich Daniel Ruhmkorff (15 janvier 1803 à Hanovre - 20 décembre 1877 à Paris) est un ingénieur allemand. Il effectua une partie de sa carrière à Paris et Londres. Il est passé à la postérité pour son générateur électrique à haute tension, utilisé comme émetteur à étincelles dans les débuts de la télégraphie sans fil.

## Biographie
Ruhmkorff est né à Hanovre en électorat de Brunswick-Lunebourg. Après un apprentissage en mécanique, il travailla en Angleterre avec Joseph Bramah, l'inventeur de la presse hydraulique. Il travaille ensuite à Paris, notamment dans la maison de l'ingénieur-opticien Chevalier.
En 1855, il inaugure sa première boutique, à Paris, devenue très connue pour sa production d'appareils électriques de haute qualité. C'est là qu'il a construit plusieurs modèles améliorés de sa bobine d'induction en collaboration avec Antoine Masson ou Hippolyte Fizeau.

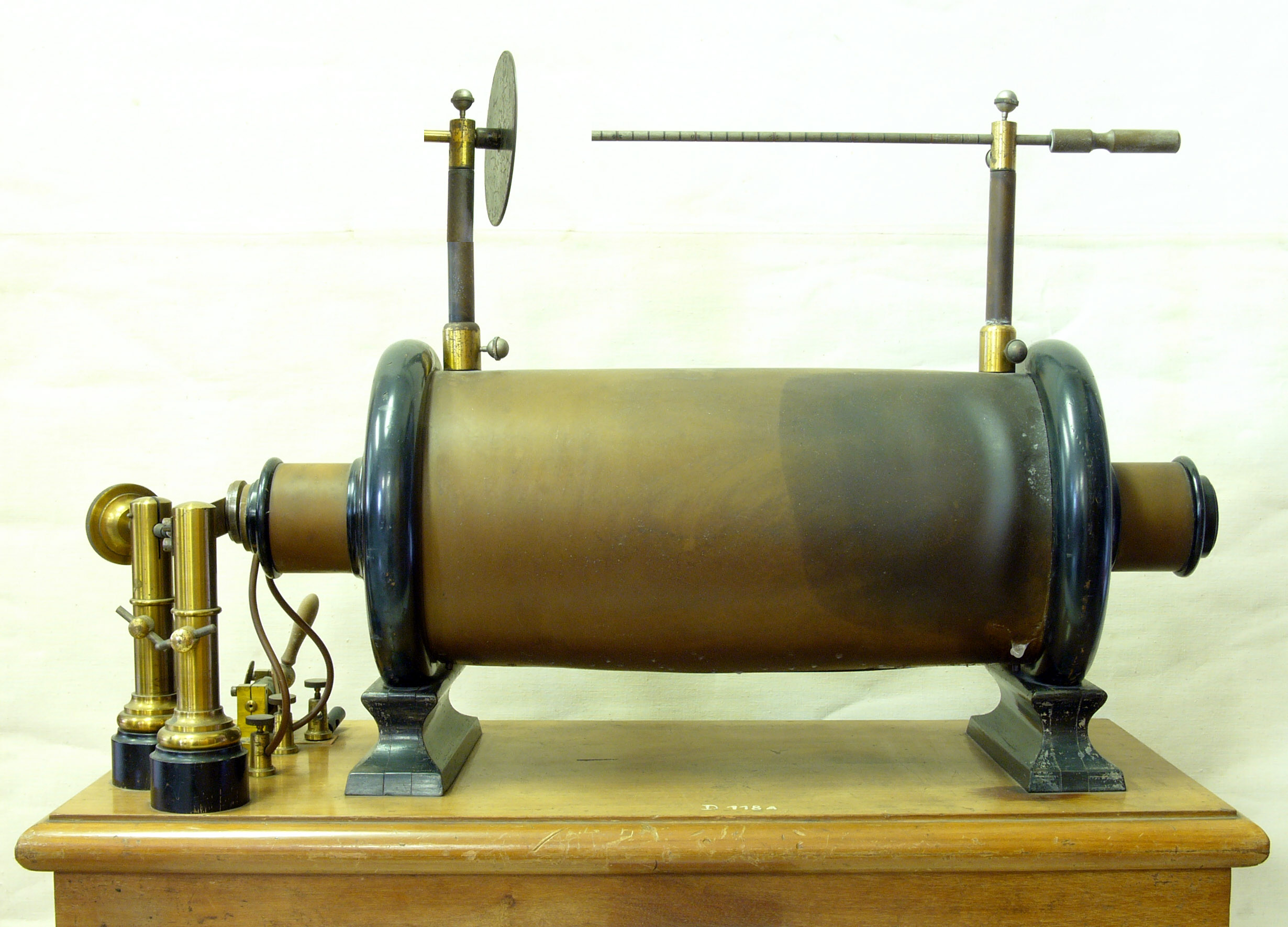
Reconstitution de la bobine de Ruhmkorff originale.

Heinrich Ruhmkorff inventa la bobine d'induction qui porte son nom et qui pouvait produire une étincelle allant jusqu'à 30 centimètres de long. Cette bobine, initialement prévue pour des usages médicaux, a été utilisée comme générateur de courant à haute tension par des physiciens comme Gustav Kirchhoff ou Heinrich Rudolf Hertz pour ses expériences sur les ondes qui portent son nom ou encore par Édouard Branly pour découvrir les radioconducteurs utilisés ultérieurement par Oliver Lodge pour créer le cohéreur lui-même utilisé par Guglielmo Marconi dans ses récepteurs radio. 
Jules Verne mentionne plusieurs fois des « appareils de Ruhmkorff » — lampes électriques étanches, fonctionnant sur le principe du néon — dans De la Terre à la Lune, Vingt mille lieues sous les mers et Voyage au centre de la Terre.
Il est enterré au cimetière du Montparnasse (20e division).
La rue Ruhmkorff dans le 17e arrondissement de Paris (75017) porte son nom.